# GM Family II
GM Family II – typ silników wysokoprężnych i benzynowych, stosowanych w pojazdach produkowanych przez koncern General Motors.
Family II wraz z mniejszą serią Family I miały zastąpić starsze konstrukcje typu CIH.
Silniki te wykorzystywały żeliwny blok, oraz aluminiową głowice. Wszystkie jednostki posiadały cztery cylindry, osiągając pojemność w przedziale od 1,6 l do 2,4 l.
Nieoficjalnie entuzjaści nazywają typ Family II jako „Big block”, w przeciwieństwie do mniejszych silników Family I, które są określane jako „Small block”. Family II dała także początek jednostkom wykonanym w technologii Ecotec.

## SOHC
Największa różnorodność odmian występowała wśród 8-zaworowych silników benzynowych. Początkowo typ Family II obejmował niewielkie jednostki napędowe o pojemności 1,6 l. Sukcesywnie wdrażano większe jednostki, które wypełniły palety silnikowe Opla oraz Holdena i Chevroleta. Mniejszą popularnością cieszyły się w amerykańskim Buicku oraz Pontiacu, a także koreańskim Daewoo.

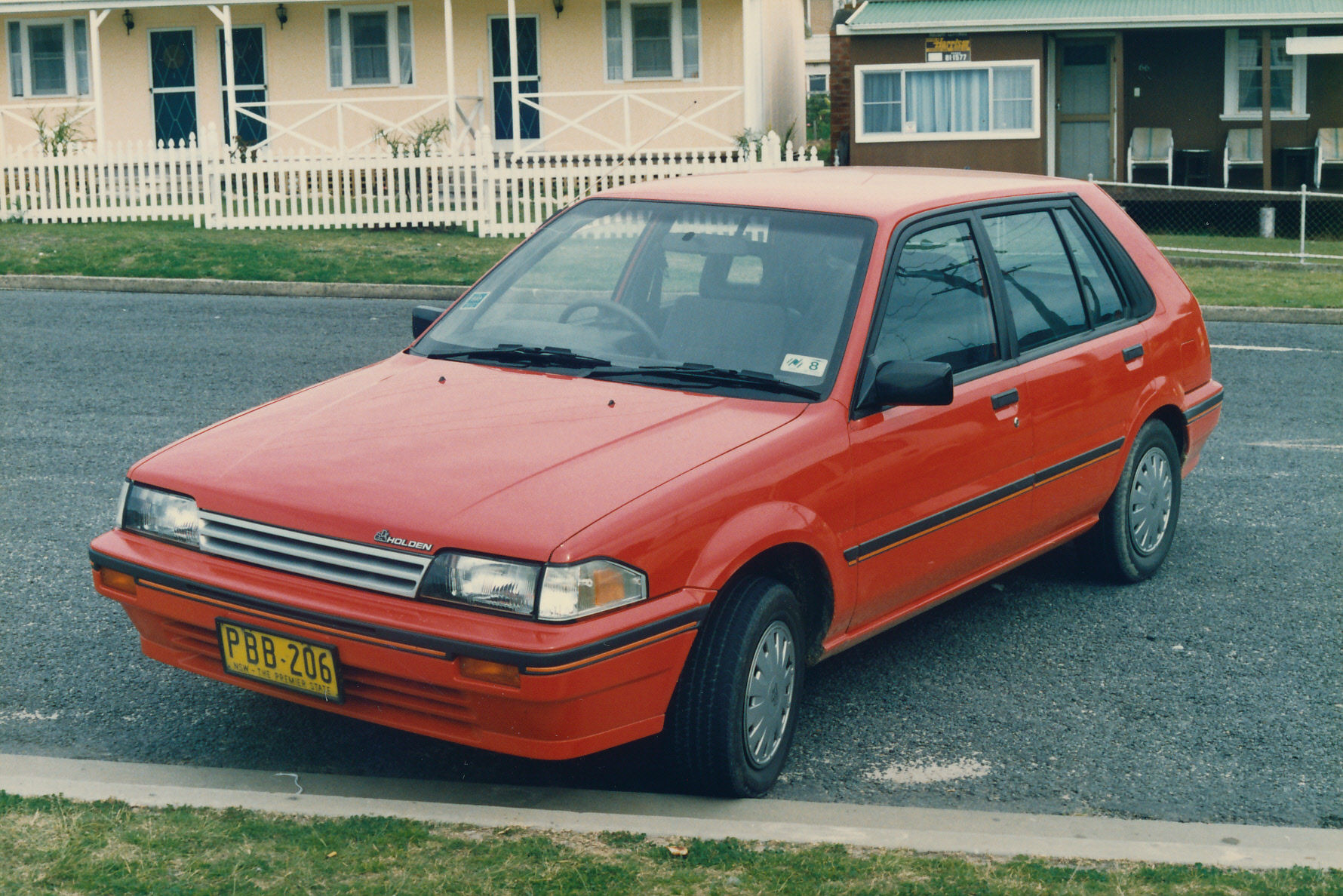
Holden Astra (LD)

### 1.6
Silniki te charakteryzowały się stosunkiem średnicy cylindra do skoku tłoka na poziomie 80 × 79,5 mm.
| Kod silnika      | Moc (KM / obr./min) | Moment obr. (N·m przy obr./min) | Stopień sprężania | Zasilanie                 | Osprzęt dodatkowy                    | Norma emisji spalin     | Modele pojazdów        | Lata produkcji    |
| ---------------- | ------------------- | ------------------------------- | ----------------- | ------------------------- | ------------------------------------ | ----------------------- | ---------------------- | ----------------- |
| 16SH A16SH S16SH | 90 / 5800           | 124 / 4000                      | 9,2 : 1           | Gaźnik GMF Varajet II     |                                      |                         | Opel Kadett D 1.6 S    | 08.1981 – 07.1994 |
| 16SH A16SH S16SH | 90 / 5800           | 124 / 4000                      | 9,2 : 1           | Gaźnik GMF Varajet II     | EGR                                  | Opel Kadett E 1.6 S     | 08.1984 – 08.1986      |                   |
| 16SH A16SH S16SH | 90 / 5800           | 124 / 4000                      | 9,2 : 1           | Gaźnik GMF Varajet II     |                                      | Opel Ascona C 1.6 S     | 08.1981 – 08.1986      |                   |
| 16SV             | 82 / 5400           | 130 / 2600                      | 10 : 1            | Gaźnik Pierburg 2E3       | Opel Kadett E 1.6 S                  | 09.1986 – 05.1988       |                        |                   |
| 16SV             | 82 / 5400           | 130 / 2600                      | 10 : 1            | Gaźnik Pierburg 2E3       | Opel Ascona C 1.6 S                  | 09.1986 – 08.1988       |                        |                   |
| 16NV             | 75 / 5600           | 123 / 3200                      | 8,2 : 1           | Gaźnik Pierburg 1 B 1     | Opel Ascona C 1.6                    | 08.1981- 08.1987        |                        |                   |
| A16NV            | 69 / 5600           | 120 / 3200                      | 8,2 : 1           | Gaźnik Pierburg 1 B 1     | Opel Ascona C 1.6 (rynek austriacki) | 09.1986 – 08.1987       |                        |                   |
| C16LZ            | 75 / 5200           | 121 / 3400                      | 8,6 : 1           | Monowtrysk Multec TBI 700 | EGR, katalizator                     | Opel Ascona C 1.6i Kat. | 09.1986 – 08.1987      |                   |
| C16NZ2           | 74 / 5200           | 127 / 2600                      | 9,2 : 1           | Monowtrysk Multec TBI 700 | EGR, katalizator                     | Euro 1                  | Vauxhall Cavalier 1.6i | 09.1988 – 07.1993 |
| 16LF             | 86 / 5800           | 125 / 3800                      | 9,2 : 1           | Gaźnik GMF Varajet II     |                                      |                         | Holden Astra LD        | 08.1992 – 10.1984 |
| 16LF             | 86 / 5800           | 125 / 3800                      | 9,2 : 1           | Gaźnik GMF Varajet II     | Holden Camira (JE)                   | 11.1984 – 06.1986       |                        |                   |
|                  | 73 / 5400           | 121 / 3000                      | 8: 1              | Gaźnik Solex H 35 ALFA    |                                      |                         | Chevrolet Monza 1.6    | 04.1982 – 05.1985 |

### 1.8
Dwa lata po pojawieniu się nowego typu, GM wdrożyło do produkcji większą jednostkę. Przy stosunku średnica cylindra x skok tłoka wynoszącym 84,8 × 79,5 mm, silnik osiągał pojemność skokową 1796 cm³. Pierwsza jednostka o pojemności 1,8 l zadebiutowała przy okazji modernizacji Manty B, w maju 1982 roku. Ten sam silnik stał się także podstawowym źródłem napędu Rekorda E2. Kolejne wersje rozwojowe znalazły zastosowanie w wielu innych samochodach całego koncernu. Pierwsze odmiany dostępne jako 18N i 18S zostały przystosowane, odpowiednio, dla benzyny nisko- i wysokooktanowej. Od maja 1985, w Rekordzie występował C18NV, jeden z pierwszych europejskich silników, współpracujących z katalizatorem.
| Kod silnika | Moc (KM / obr./min) | Moment obr. (N·m przy obr./min) | Stopień sprężania | Zasilanie                              | Osprzęt dodatkowy                                       | Modele pojazdów                                         | Lata produkcji    |
| ----------- | ------------------- | ------------------------------- | ----------------- | -------------------------------------- | ------------------------------------------------------- | ------------------------------------------------------- | ----------------- |
| 18S         | 90 / 5400           | 143 / 3000–3400                 | 9,2 : 1           | Gaźnik Pierburg 2EE                    |                                                         | Opel Manta B 1.8 S Opel Rekord E2 1.8 S                 | 05.1982 – 08.1987 |
| 18N         | 75 / 5400           | 132 / 3000                      | 8,2 : 1           | Gaźnik Pierburg 1B1                    |                                                         | Opel Rekord E2 1.8                                      | 09.1982 – 08.1986 |
| 18E         | 115 / 5800          | 149 / 4800                      | 9,5 : 1           | Wtrysk wielopunktowy Bosch LE-Jetronic | Opel Ascona C 1.8 E Opel Kadett D GTE Opel Kadett E GSi | 01.1983 – 09.1986                                       |                   |
| C18NE       | 100 / 5800          | 140 / 3000                      | 8,9 : 1           | Wtrysk pośredni Bosch LU-Jetronic      | Katalizator                                             | Opel Kadett E 1.8i Kat.                                 | 05.1985 – 12.1986 |
| C18NV       | 100 / 5800          | 140 / 3000                      | 8,9 : 1           | Wtrysk pośredni Bosch LU-Jetronic      | Katalizator                                             | Opel Rekord E2 1.8i Kat.                                | 05.1985 – 08.1986 |
| 18SEH       | 113 / 5600          | 157 / 4600                      | 10 : 1            | Wtrysk pośredni Bosch L3-Jetronic      |                                                         | Opel Omega A 1.8i                                       | 08.1986 – 12.1991 |
| 18NV        | 82 / 5800           | 135 / 3000                      | 9,2 :1            | Gaźnik Pierburg 2E3                    | Katalizator                                             | Opel Omega A 1.8i Kat.                                  | 08.1986 – 10.1987 |
| 18SV        | 90 / 5200           | 148 / 2800                      |                   | Gaźnik dwugardzielowy Pierburg 2EE     |                                                         | Opel Omega A 1.8 S Opel Vectra A 1.8 S                  | 08.1986 – 10.1987 |
| 18SE        | 112 / 5600          | 158 / 3000                      | 10 : 1            | Wtrysk pośredni Bosch L3.1-Jetronic    | Opel Kadett 1.8i Opel Ascona 1.8i                       | 09.1986 – 08.1991                                       |                   |
| E18NV       | 84 / 5400           | 143 / 2600                      | 9,2 : 1           | Gaźnik Pierburg EE                     | Opel Kadett 1.8 S Opel Ascona 1.8 S                     | 09.1987 – 02.1989                                       |                   |
| E18NVR      | 88 / 5200           | 143 / 3200                      | 9,2 : 1           | Gaźnik Pierburg 2EE                    | Opel Omega A 1.8 S Opel Vectra A 1.8S                   | 10.1987 – 08.1990                                       |                   |
| C18NZ       | 90 /5400            | 145 / 3000                      | 9,2 : 1           | Monowtrysk Multec TBI 700              | Katalizator                                             | Opel Kadett E 1.8i Opel Astra F 1.8i Opel Vectra A 1.8i | 01.1990 – 10.1995 |
| C18LE       | 95 / 5400           | 145 / 2800                      | 8,8 : 1           | Wtrysk wielopunktowy                   | Katalizator                                             | Daewoo Espero 1.8i                                      | 02.1995- 09.1999  |
| LH8         | 84 / 5200           | 132 / 2800                      | 9 : 1             | Monowtrysk                             |                                                         | Buick Skyhawk 1.8 EFi                                   | 03.1982 – 06.1986 |
| LA5         | 112 / 5600          | 204 / 2800                      | 8,1 : 1           | Wtrysk wielopunktowy                   | Turbosprężarka Airesearch T2                            | Buick Skyhawk Turbo                                     | 10.1983 – 06.1986 |

### 2.0

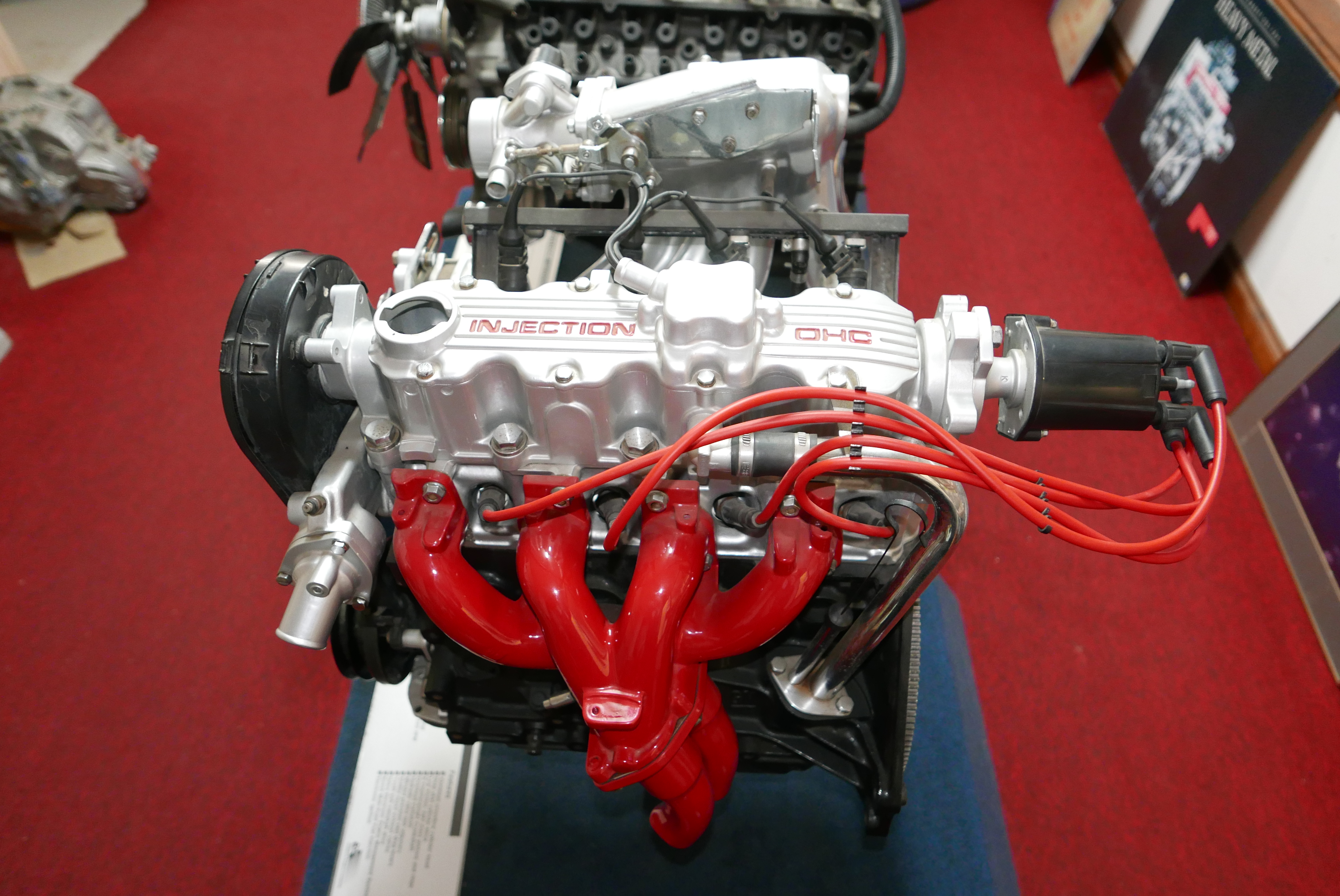
20LE jako eksponat w National Holden Motor Museum

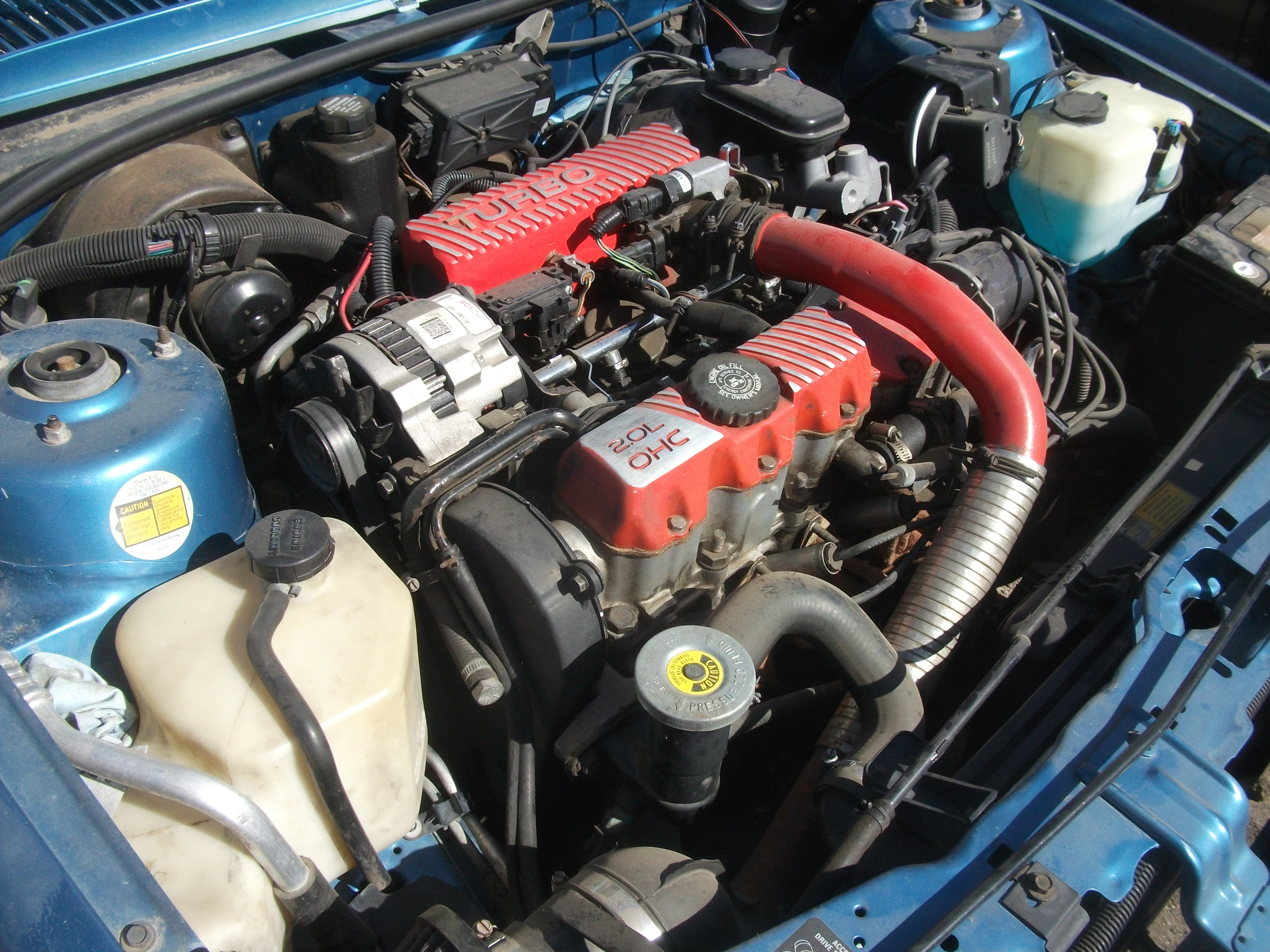
LT3, wyposażony w turbosprężarke.

W 1986 roku pod maską Kadetta i Omegi pojawiła się wersja 2-litrowa (1998 cm3), która szybko trafiła do pozostałych modeli. Jednostki te charakteryzowały się skokiem tłoka równym średnicy cylindra (86 × 86 mm), był to więc silnik kwadratowy. Dwulitrowe jednostki stanowiły trzon Family II, zyskując popularność na całym świecie. Wprowadzony w 1994 roku X20SE został wyposażony w czujnik spalania stukowego oraz DIS – system bezpośredniego zapłonu. Brazylijski oddział Chevroleta oferował Omegę z silnikiem C20YE, który przystosowano do zasilania etanolem.
| Kod silnika | Moc (KM / obr./min) | Moment obr. (N·m przy obr./min) | Stopień sprężania | Zasilanie                                                                 | Osprzęt dodatkowy            | Modele pojazdów                                                                        | Lata produkcji    |
| ----------- | ------------------- | ------------------------------- | ----------------- | ------------------------------------------------------------------------- | ---------------------------- | -------------------------------------------------------------------------------------- | ----------------- |
| 20NE        | 115 / 5600          | 175 / 3000                      | 9,2 : 1           | Wtrysk pośredni Bosch Motronic ML 4.1                                     |                              | Opel Kadett E 2.0i Vauxhall Cavalier 2.0i                                              | 08.1986 – 09.1992 |
| 20SE        | 122 / 5400          | 175 / 2600                      | 10 : 1            | Wtrysk pośredni Bosch Motronic ML 4.1                                     | EGR                          | Opel Omega A 2.0i Holden Commodore VN (tylko Nowa Zelandia)                            | 08.1986 – 1990    |
| 20LE        | 115 / 5200          | 175 / 2600                      | 9,2 : 1           | Wtrysk pośredni Bosch Motronic ML 4.1                                     |                              | Holden Camira (JE)                                                                     | 04.1987 – 07.1989 |
| C20NEF      | 100 / 5200          | 158 / 2600                      | 9,2 : 1           | Wtrysk pośredni Bosch Motronic ML 4.1                                     | Katalizator                  | Opel Omega 2.0i Kat.                                                                   | 06.1987 – 10.1989 |
| C20NEJ      | 99 / 5200           | 170 / 2600                      | 9,2 : 1           | Wtrysk pośredni Bosch Motronic ML 1.5                                     | Katalizator                  | Opel Omega 2.0i Kat.                                                                   | 01.1990 – 08.1993 |
| 20SEH       | 129 / 5600          | 180 / 4600                      | 10 : 1            | Wtrysk pośredni Bosch Motronic ML 4.1                                     |                              | Opel Kadett E GSi Opel Ascona GT 2.0i Opel Astra 200i (RPA) Opel Vectra GT 2.0i        | 09.1986 – 09.1992 |
| C20NE       | 115 / 5400          | 170 /2600                       | 9.2 : 1           | Wtrysk pośredni Bosch Motronic ML 4.1; od 1990 – ML 1.5; Astra F -M 1.5.2 | Katalizator                  | Opel Kadett E GSi Kat. Opel Astra GT 2.0i Opel Vectra A 2.0i Kat. Opel Frontera A 2.0i | 09.1986 – 06.1996 |
| X20SE       | 116 / 5200          | 172 / 2800                      | 10 : 1            | Wtrysk pośredni Bosch Motronic ML 1.5.4                                   | EGR, katalizator             | Opel Frontera A 2.0i Opel Omega B 2.0i                                                 | 04.1994 – 07.1998 |
| 20NEJ       | 110 / 5200          | 179 / 2600                      | 9,2 : 1           | Wtrysk pośredni Bosch Motronic ML 1.5                                     | Katalizator                  | Chevrolet Vectra 2.0                                                                   | 03.1996 – 12.2005 |
| C20YE       | 130 / 5400          | 182 / 4000                      | 12 : 1            | Wtrysk pośredni Bosch Motronic M1                                         | Katalizator                  | Chevrolet Omega Alcool                                                                 | 03.1993 – 12.1995 |
| LT2         | 96 / 4800           | 160 / 3600                      | 8,8 : 1           | Monowtrysk                                                                |                              | Buick Skyhawk 2.0 EFi                                                                  | 06.1986 – 06.1988 |
| LT2         | 96 / 4800           | 160 / 3600                      | 8,8 : 1           | Monowtrysk                                                                | Oldsmobile Firenza 2.0 EFi   | 09.1987 – 09.1988                                                                      |                   |
| LE4         | 110 / 5200          | 167 / 3600                      | 9,2 : 1           | Wtrysk wielopunktowy                                                      | Pontiac Sunbird              | 01.1992 – 04.1994                                                                      |                   |
| LT3         | 167 / 5600          | 175 / 4000                      | 8 : 1             | Wtrysk wielopunktowy                                                      | Turbosprężarka Airesearch T2 | Buick Skyhawk Limited                                                                  | 06.1986 – 06.1987 |
| LT3         | 167 / 5600          | 175 / 4000                      | 8 : 1             | Wtrysk wielopunktowy                                                      | Turbosprężarka Airesearch T2 | Pontiac Grand AM SE                                                                    | 06.1987 – 06.1989 |
| LT3         | 167 / 5600          | 175 / 4000                      | 8 : 1             | Wtrysk wielopunktowy                                                      | Turbosprężarka Airesearch T2 | Pontiac Sunbird GT                                                                     | 06.1987 – 01.1991 |

### 2.2
Używany głównie na rynku brazylijskim, w Chevroletach Omega oraz Vectra. Pojemność 2198 cm³ uzyskano poprzez zwiększenie skoku tłoka do 94,6 mm. W Brazylii jednostki 2.2 zastąpiły wersję C20NE, która została uznana za zbyt słabą w samochodach takich jak Omega i Vectra.

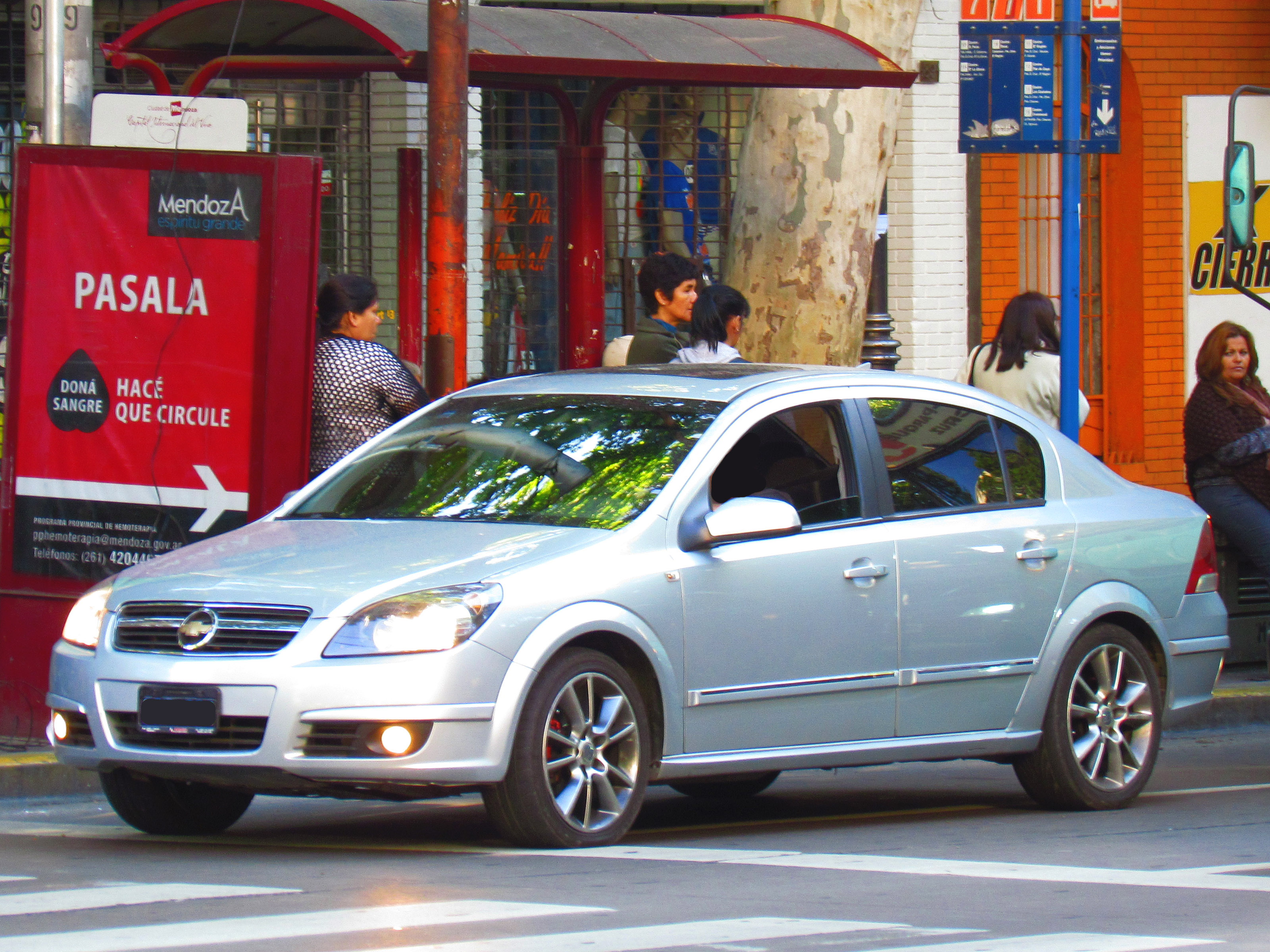
Chevrolet Vectra 2.4 Flexpower

| Kod silnika | Moc (KM / obr./min) | Moment obr. (N·m przy obr./min) | Stopień sprężania | Zasilanie              | Osprzęt dodatkowy | Modele pojazdów           | Lata produkcji    |
| ----------- | ------------------- | ------------------------------- | ----------------- | ---------------------- | ----------------- | ------------------------- | ----------------- |
| C22NED      | 117 / 4800          | 178 / 2800                      |                   |                        | Katalizator       | Lublin II                 | 1997 – 2003       |
| C22NE       | 116 / 5200          | 197 / 2600                      | 9,2 : 1           | Bosch Motronic M.1.5   |                   | Chevrolet Omega 2.2       | 06.1994 – 06.1999 |
| C22NE       | 123 / 5200          | 190 / 2800                      | 9,2 : 1           | Bosch Motronic M.1.5.4 | EGR, katalizator  | Chevrolet Vectra 2.2 MPFI | 05.1998 – 07.2004 |

### 2.4
Pojemność skokowa 2405 cm³, średnica cylindra 87,5 mm, skok tłoka 100 mm. Silniki o tej pojemności zyskały popularność w Brazylii oraz Australii. Brazylijski X24XF jest przystosowany do zasilania etanolem (Flexpower).
| Kod silnika | Moc (KM / obr./min) | Moment obr. (N·m przy obr./min) | Stopień sprężania | Zasilanie                        | Modele pojazdów                | Lata produkcji    |
| ----------- | ------------------- | ------------------------------- | ----------------- | -------------------------------- | ------------------------------ | ----------------- |
| C24SE       | 123 / 4800          | 207 / 3200                      | 9,6 : 1           |                                  | Holden Rodeo                   | 1993 – 1998       |
| X24XF       | 147 / 5200          | 215 / 2800                      | 11,5 : 1          | Wielopunktowy wtrysk Etanolo E85 | Chevrolet Blazer 2.4 Flexpower | 01.2007 – 12.2011 |

## DOHC

### 1.8
16-sto zaworowe jednostki o litrażu 1,8 l powstawały w kilku odmianach. Do końca lat 90. rozwój silników o podobnym litrażu był kontynuowany w ramach serii Family I. X18XE to pierwszy silnik, dostępny na rynkach europejskich, w technologii Ecotec, w tej klasie pojemności. Wszystkie te silniki mają średnicę cylindra 81,6 mm, zaś skok tłoka wynosi 86,0 mm.

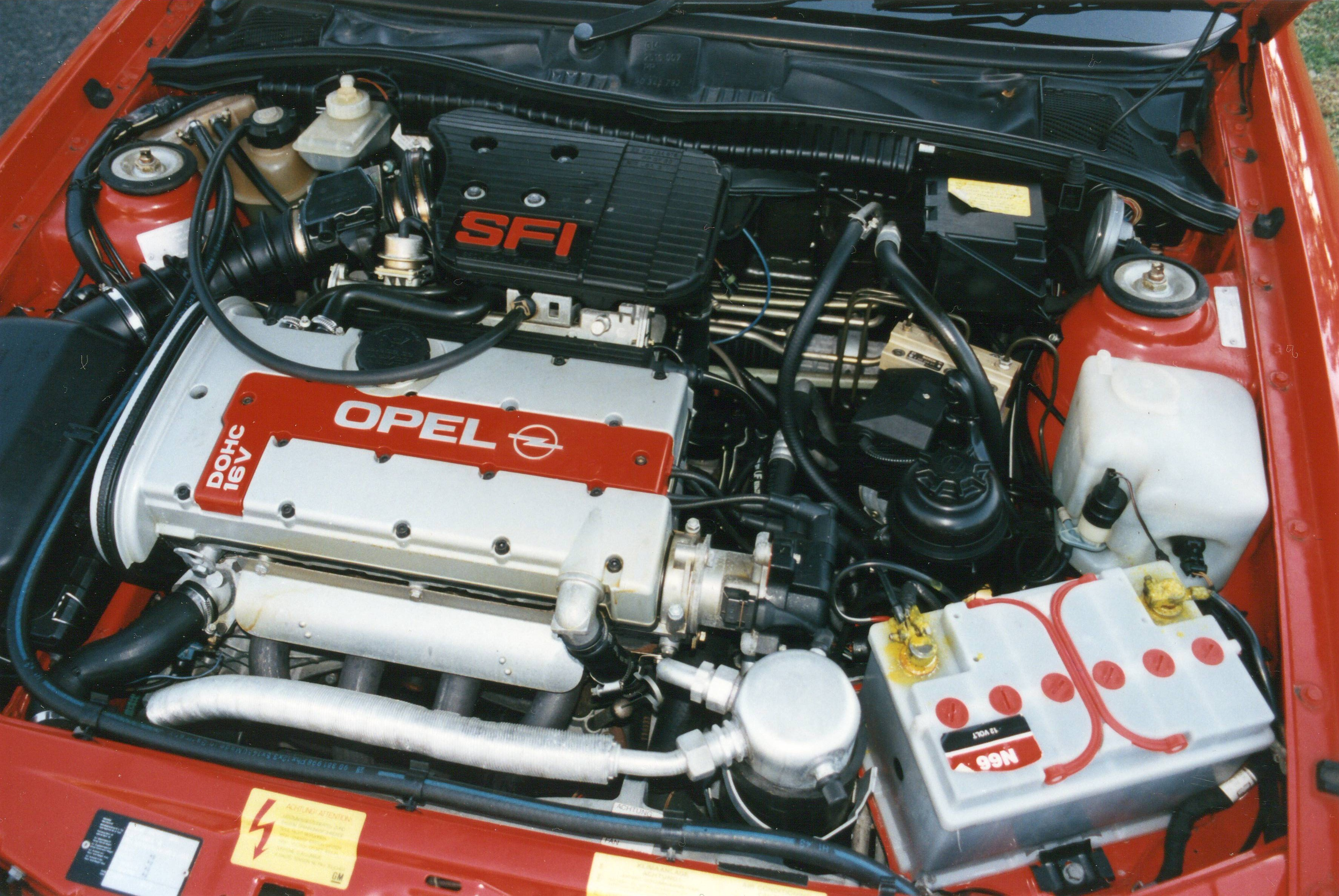
C20XE

| Kod silnika | Moc (KM / obr./min) | Moment obr. (N·m przy obr./min) | Stopień sprężania | Zasilanie           | Osprzęt dodatkowy | Modele pojazdów          | Lata produkcji    |
| ----------- | ------------------- | ------------------------------- | ----------------- | ------------------- | ----------------- | ------------------------ | ----------------- |
| C18XE       | 125 / 5600          | 168 / 4800                      | 10,8 : 1          | Siemens Simtec 56.0 | Katalizator       | Opel Astra F GSi 1.8 16v | 06.1993 – 07.1994 |
| C18XEL      | 116 / 5400          | 168 / 4000                      | 10,8 : 1          | Siemens Simtec 56.0 | Katalizator       | Opel Astra F 1.8_16v     | 08.1994 – 01.1996 |
| X18XE       | 116 / 5400          | 168 / 4000                      | 10,8 : 1          | Siemens Simtec 56.5 | EGR, Katalizator  | Opel Astra F 1.8_16v     | 06.1996 – 03.1998 |
| X18XE       | 116 / 5400          | 170 / 3600                      | 10,8 : 1          | Siemens Simtec 56.5 | EGR, Katalizator  | Opel Vectra B 1.8_16v    | 10.1995 – 12.1998 |
| C18SEL      | 116 / 5400          | 165 / 4000                      | 10,8 : 1          | Siemens Simtec 56.2 | Katalizator       | Holden Astra (TR)        | 09.1996 – 09.1998 |

### 2.0
X20XEV jest pierwszym przedstawicielem Family II, napiętnowanym jako Ecotec. Jednostkę oparto konstrukcyjnie na C20XE, zastosowano jednak nową głowicę cylindrów. Silnik charakteryzował się szybkim przyrostem momentu obrotowego. Niezmieniona pozostała pojemność skokowa i odlewany żeliwny blok cylindrów. X20XEV był wyposażony w system recyrkulacji spalin (EGR), zastosowano też układ AIR, który miał na celu przyspieszyć rozgrzewanie katalizatora, w celu zmniejszenia ilości niespalonych węglowodorów i tlenku węgla.

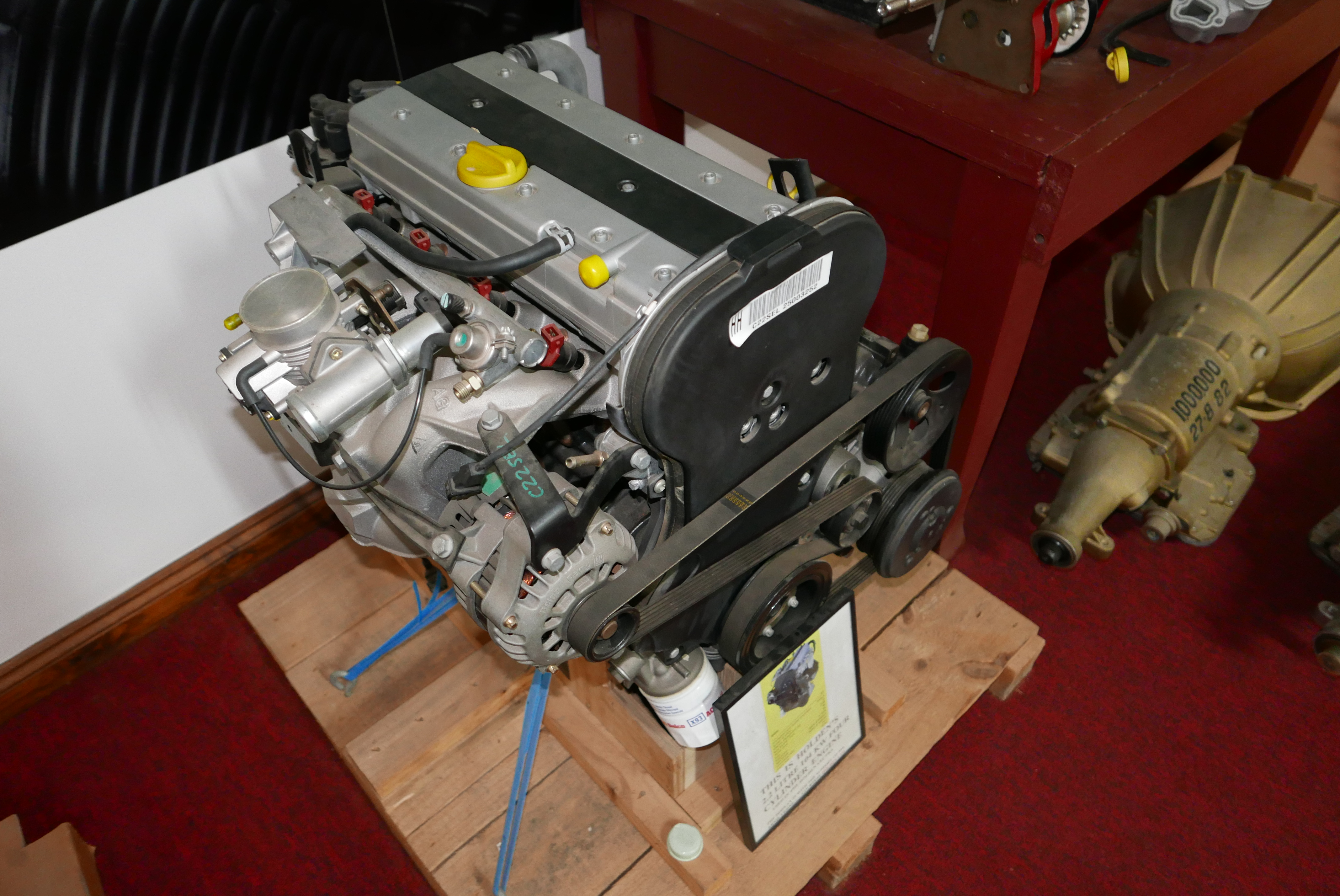
C22SEL w National Holden Motor Museum

| Kod silnika | Moc (KM / obr./min) | Moment obr. (N·m przy obr./min) | Stopień sprężania | Zasilanie                                 | Osprzęt dodatkowy                        | Modele pojazdów                                                                                           | Zastosowanie w latach |
| ----------- | ------------------- | ------------------------------- | ----------------- | ----------------------------------------- | ---------------------------------------- | --- | --------------------- |
| X20SED      | 133 / 5400          | 184 / 4400                      | 9,6 : 1           | Wtrysk wielopunktowy ITMS-6F              | Katalizator                              | Daewoo Nubira 2.0                                                                                         | 06.1997 – 06.1999     |
| C20XE       | 150 / 6000          | 196 / 4800                      | 10,5 : 1          | Sekwencyjny wtrysk Bosch Motronic 2.5/2.8 | Katalizator                              | Opel Kadett E GSi 16v Kat. Opel Astra F GSi 16v Opel Vectra A GT 16v Opel Calibra 16v                     | 02.1988 – 06.1996     |
| 20XE        | 156 / 6000          | 203 / 4800                      | 10,5 : 1          | Sekwencyjny wtrysk Bosch Motronic 2.5     |                                          | Opel Kadett E GSi 16v                                                                                     | 02.1988 – 08.1991     |
| C20LET      | 204 / 5600          | 280 / 2400                      | 9 : 1             | Sekwencyjny wtrysk Bosch Motronic 2.7     | Turbosprężarka, intercooler, katalizator | Opel Kadett 200t S (RPA) Opel Astra 200t S (RPA) Opel Vectra A Turbo 4x4 Opel Calibra Turbo 4x4           | 03.1992 – 07.1996     |
| C20SEL      | 136 / 5600          | 188 / 4000                      | 9,6 : 1           | Siemens Simtec 56.6                       | Katalizator                              | Holden Vectra (JR)                                                                                        | 06.1997 – 11.2000     |
| X20XEV      | 136 / 5600          | 188 / 3400                      | 10,8 : 1          | Siemens Simtec 56.1                       | EGR, AIR, katalizator                    | Opel Astra F 2.0_16v Opel Vectra A GT 16v Opel Calibra 2.0 16v Opel Vectra B 2.0_16v Opel Omega B 2.0_16v | 02.1994 – 09.2000     |
| X20XER      | 160 / 6500          | 188 / 4300                      | 10,8 : 1          | Siemens Simtec 70                         | EGR, AIR, katalizator                    | Opel Astra G OPC                                                                                          | 11.1999 – 05.2001     |
| Z20LET      | 190 / 5400          | 250 / 1950-5300                 | 8,8 : 1           | Bosch Motronic ME 1.5.5                   | Turbosprężarka, intercooler, katalizator | Opel Astra G Bertone Turbo                                                                                | 2000 – 2001           |
| Z20LET      | 192 / 5400          | 250 / 1950-5300                 | 8,8 : 1           | Bosch Motronic ME 1.5.5                   | Turbosprężarka, intercooler, katalizator | Opel Astra G OPC Turbo                                                                                    | 2002 – 2003           |
| Z20LET      | 192 / 5400          | 250 / 1950-5300                 | 8,8 : 1           | Bosch Motronic ME 1.5.5                   | Turbosprężarka, intercooler, katalizator | Opel Zafira A OPC                                                                                         | 2001 – 2002           |
| Z20LET      | 200 / 5600          | 250 / 1950-5300                 | 8,8 : 1           | Bosch Motronic ME 1.5.5                   | Turbosprężarka, intercooler, katalizator | Opel Astra G OPC Turbo                                                                                    | 2003 – 2004           |
| Z20LET      | 200 / 5600          | 250 / 1950-5300                 | 8,8 : 1           | Bosch Motronic ME 1.5.5                   | Turbosprężarka, intercooler, katalizator | Opel Astra G Bertone Turbo                                                                                | 2003 – 2005           |
| Z20LET      | 200 / 5600          | 250 / 1950-5300                 | 8,8 : 1           | Bosch Motronic ME 1.5.5                   | Turbosprężarka, intercooler, katalizator | Opel Speedster Turbo                                                                                      | 2003 – 2006           |
| Z20LET      | 200 / 5600          | 250 / 1950-5300                 | 8,8 : 1           | Bosch Motronic ME 1.5.5                   | Turbosprężarka, intercooler, katalizator | Opel Zafira A OPC                                                                                         | 2002 – 2004           |
| Z20LEL      | 167 / 5400          | 250 / 1950                      | 8,8 : 1           | Bosch Motronic ME 7.6                     | Turbosprężarka, intercooler, katalizator | Opel Astra H Turbo                                                                                        | 2004 – 2010           |
| Z20LEL      | 167 / 5400          | 250 / 1950                      | 8,8 : 1           | Bosch Motronic ME 7.6                     | Turbosprężarka, intercooler, katalizator | Opel Zafira B Turbo                                                                                       | 2005 – 2010           |
| Z20LER      | 200 / 5400          | 262 / 4200                      | 8,8 : 1           | Bosch Motronic ME 7.6                     | Turbosprężarka, intercooler, katalizator | Opel Astra H Turbo                                                                                        | 2004 – 2009           |
| Z20LER      | 200 / 5400          | 262 / 4200                      | 8,8 : 1           | Bosch Motronic ME 7.6                     | Turbosprężarka, intercooler, katalizator | Opel Zafira B Turbo                                                                                       | 2005 – 2010           |
| Z20LER      | 200 / 5400          | 262 / 4200                      | 8,8 : 1           | Bosch Motronic ME 7.6                     | Turbosprężarka, intercooler, katalizator | Lotus Europa S                                                                                            | 2006 – 2008           |
| Z20LER      | 225 / 5700          | 300 / 4000                      | 8,8 : 1           | Bosch Motronic ME 7.6                     | Turbosprężarka, intercooler, katalizator | Lotus Europa SE                                                                                           | 2008 – 2010           |
| Z20LEH      | 240 / 5600          | 320 / 2400                      | 8,8 : 1           | Bosch Motronic ME 7.6                     | Turbosprężarka, intercooler, katalizator | Opel Astra H OPC                                                                                          | 2005 – 2009           |
| Z20LEH      | 240 / 5600          | 320 / 2400                      | 8,8 : 1           | Bosch Motronic ME 7.6                     | Turbosprężarka, intercooler, katalizator | Opel Zafira B OPC                                                                                         | 2005 – 2010           |

### 2.2
W przypadku jednostek o pojemności dwóch litrów oraz większych, średnica cylindra i skok tłoka pozostawały niezmienione, względem silników SOHC.
| Kod silnika | Moc (KM / obr./min) | Moment obr. (N·m przy obr./min) | Stopień sprężania | Zasilanie              | Osprzęt dodatkowy | Modele pojazdów          | Lata produkcji    |
| ----------- | ------------------- | ------------------------------- | ----------------- | ---------------------- | ----------------- | ------------------------ | ----------------- |
| C22SEL      | 141 / 5200          | 200 / 4000                      | 9,6 : 1           | Siemens Simtec 56.5    | Katalizator       | Holden Vectra JS         | 08.1998 – 02.2003 |
| C22SE       | 138 / 5400          | 203 / 2800                      | 9,6 : 1           | Bosch Motronic M.1.5.4 | Katalizator       | Chevrolet Vectra 2.2 16v | 10.1996 – 16.2005 |
| X22SE       | 132 / 5200          | 195 / 4000                      | 9,6 : 1           | Bosch Motronic M.1.5.4 |                   | Isuzu Rodeo 2.2L         | 06.1998 – 06.2003 |
| X22SE       | 132 / 5200          | 195 / 4000                      | 9,6 : 1           | Bosch Motronic M.1.5.4 |                   | Holden Frontera MX       | 02.1999 – 12.2000 |
| X22SE       | 132 / 5200          | 201 / 2800                      | 9,6 : 1           | Bosch Motronic M.1.5.4 | EGR, katalizator  | Daewoo Leganza 2.2       | 06.1999 – 06.2002 |
| Y22SE       | 144 / 5400          | 205 / 4000                      | 10,5 : 1          | Siemens Simtec 71      | EGR, katalizator  | Opel Frontera B 2.2_16v  | 06.2000 – 02.2004 |
| Z22XE       | 144 / 5400          | 205 / 4000                      | 10,5 : 1          | Siemens Simtec 71      | EGR, katalizator  | Opel Blazer              |                   |

### 2.4
Największe jednostki rozwijano głównie na potrzeby rynku brazylijskiego.rozwijane były głównie na rynku brazylijskim.
| Kod silnika | Moc (KM / obr./min) | Moment obr. (N·m przy obr./min) | Stopień sprężania | Zasilanie                        | Osprzęt dodatkowy | Modele pojazdów            | Lata produkcji |
| ----------- | ------------------- | ------------------------------- | ----------------- | -------------------------------- | ----------------- | -------------------------- | -------------- |
| X24SFD      | 146 / 5200          | 233 / 4000                      | 10 : 1            | Wielopunktowy wtrysk sekwencyjny | Katalizator       | Holden Captiva 2.4         | 2006 – 2010    |
| X24SFD      | 146 / 5200          | 233 / 4000                      | 10 : 1            | Wielopunktowy wtrysk sekwencyjny | Katalizator       | Chevrolet Vectra Flexpower | 2006 – 2010    |
| Z24XE       | 138 / 5200          | 220 / 2200                      | 9,6 :1            | Wielopunktowy wtrysk sekwencyjny | Katalizator       | Opel Antara 2.4 16v        | 2006 – 2010    |

## Silniki wysokoprężne

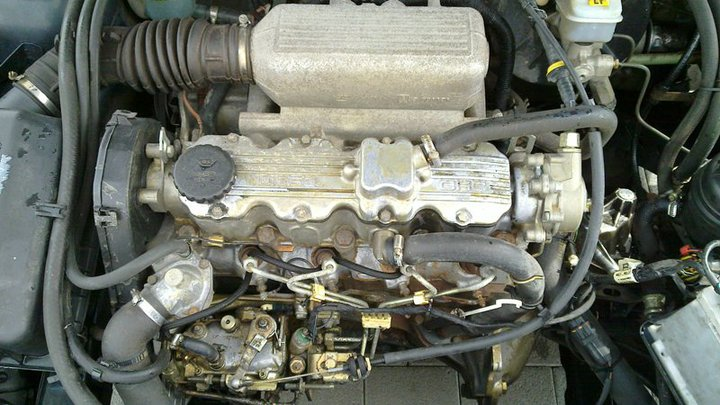
Silnik 17D pod maską Vauxhalla Astry.

W serii Family II pojawiły się też niewielkie jednostki zasilane olejem napędowym – po raz pierwszy jako źródło napędu w przednionapędowych modelach GM. Silnik 16D zadebiutował w roku 1982, trafiając do Opla Kadetta D i Ascony C. Pod koniec lat osiemdziesiątych zwiększono średnicę cylindrów, co zaowocowało wzrostem pojemności do 1,7 l. Jednostki te często były mylnie rozpoznawane jako konstrukcja Isuzu, nie były też bezpośrednio powiązane konstrukcyjnie z większymi silnikami Diesla, znanymi z większych modeli Opla. Wszystkie diesle wykorzystywały jeden wałek rozrządu w głowicy (SOHC), zasilanie zapewniała pompa wtryskowa Bosch. Powstała również odmiana wykorzystująca doładowanie, lecz nie zyskała ona zbytniej popularności.
| Kod silnika | Pojemność (cm³) | Średnica cyl. x skok tłoka (mm) | Zasilanie                                 | Osprzęt dodatkowy                   | Stopień sprężania | Moc (KM / obr./min) | Moment obr. (N·m przy obr./min) | Modele pojazdów     | Lata produkcji    |
| ----------- | --------------- | ------------------------------- | ----------------------------------------- | ----------------------------------- | ----------------- | ------------------- | ------------------------------- | ------------------- | ----------------- |
| 16D         | 1598            | 80 × 79,5                       | Wtrysk pośredni; pompa wtryskowa Bosch VE |                                     | 23 : 1            | 54 / 4600           | 94 / 2400                       | Opel Kadett D 1.6 D | 09.1982 – 07.1984 |
| 16D         | 1598            | 80 × 79,5                       | Wtrysk pośredni; pompa wtryskowa Bosch VE | Opel Ascona C 1.6 D                 | 23 : 1            | 54 / 4600           | 94 / 2400                       | 09.1982 – 08.1986   |                   |
| 16D         | 1598            | 80 × 79,5                       | Wtrysk pośredni; pompa wtryskowa Bosch VE | Opel Kadett E 1.6 D                 | 23 : 1            | 54 / 4600           | 94 / 2400                       | 09.1984 – 06.1986   |                   |
| 16DA        | 1598            | 80 × 79,5                       | Wtrysk pośredni; pompa wtryskowa Bosch VE | 93 / 2400                           | 23 : 1            | 54 / 4600           | Opel Kadett E 1.6 D             | 06.1986 – 02.1989   |                   |
| 16DA        | 1598            | 80 × 79,5                       | Wtrysk pośredni; pompa wtryskowa Bosch VE | 93 / 2400                           | 23 : 1            | 54 / 4600           | Opel Ascona C 1.6 D             | 09.1986 – 10.1988   |                   |
| 17D         | 1679            | 82,5 × 79,5                     | Wtrysk pośredni; pompa wtryskowa Bosch VE | 57 / 4600                           | 23 : 1            | 103 / 2400          | Opel Kadett E 1.7 D             | 02.1989 – 08.1991   |                   |
| 17D         | 1679            | 82,5 × 79,5                     | Wtrysk pośredni; pompa wtryskowa Bosch VE | 57 / 4600                           | 23 : 1            | 103 / 2400          | Katalizator (opcjonalnie)       | Opel Astra F 1.7 D  | 08.1991 – 09.1992 |
| 17D         | 1679            | 82,5 × 79,5                     | Wtrysk pośredni; pompa wtryskowa Bosch VE | 57 / 4600                           | 23 : 1            | 103 / 2400          | Katalizator (opcjonalnie)       | Opel Vectra A 1.7 D | 09.1988 – 09.1992 |
| 17DR        | 1679            | 82,5 × 79,5                     | Wtrysk pośredni; pompa wtryskowa Bosch VE | 60 / 4600                           | 23 : 1            | 105 / 2400          | Katalizator (opcjonalnie)       | Opel Astra F 1.7 D  | 01.1993 – 07.1994 |
| 17DR        | 1679            | 82,5 × 79,5                     | Wtrysk pośredni; pompa wtryskowa Bosch VE | 60 / 4600                           | 23 : 1            | 105 / 2400          | Katalizator (opcjonalnie)       | Opel Vectra 1.7 D   | 09.1992 – 06.1995 |
| X17DTL      | 1679            | 82,5 × 79,5                     | Wtrysk pośredni; pompa wtryskowa Bosch VE | Turbosprężarka Garrett, katalizator | 22 : 1            | 68 / 4500           | 132 / 2400                      | Opel Astra F 1.7 TD | 08.1994 – 03.1998 |

## Metody kodowania silników
| Pozycja 1                       | Pozycja 2 i 3     | Pozycja 4            | Pozycja 5                | Pozycja 6 (oraz 7)               |
| Kraj / Norma emisji             | Pojemność skokowa | Stopień sprężania    | Zasilanie paliwem        | Wersja specjalna                 |
| ------------------------------- | ----------------- | -------------------- | ------------------------ | -------------------------------- |
| A = Austria                     | 16 = 1,6 l        | G = poniżej 8,5 : 1  | E = wtrysk wielopunktowy | F = pojazdy flotowe – niższa moc |
| C = Euro 1                      | 17 = 1,7 l        | L = 8,5 – 9,0 : 1    | H = wtrysk bezpośredni   | J = dławiona moc                 |
| E = Euronorm                    | 18 = 1,8 l        | N = 9,0 – 9,5 : 1    | Z = monowtrysk           | H = duża moc i doładowanie       |
| S = Szwecja A 10/11             | 20 = 2,0 l        | S = 9,5 – 10,5 : 1   | V = gaźnik               | I = Irmscher                     |
| X = niemiecka D3 i D4           | 22 = 2,2 l        | X = 10,5 – 11,5 : 1  | D = silnik wysokoprężny  | L = niższa moc                   |
| Y = Euro 2 i D3 lub Euro 3 i D4 | 24 = 2,4 l        | Y = powyżej 11,5 : 1 |                          | R = wyższa moc                   |
| Z = Euro 3 i D4 lub Euro 4      |                   |                      |                          | T = doładowaniae                 |
| brak = nie przystosowany        |                   |                      |                          | V = brak doładowania             |